# Ricardo Bentín Mujica
Ricardo Bentín Mujica (Lima, 29 de diciembre de 1899-Lima, 18 de junio de 1979) fue un ingeniero y empresario peruano.

## Biografía
Hijo del minero y político Ricardo Bentín Sánchez y de Rosa Mujica Carassa.
Cursó sus estudios escolares en el Colegio Sagrados Corazones Recoleta (1906-1916). Luego, ingresó a la Escuela de Ingenieros del Perú y se graduó de ingeniero de minas en 1922.
Laboró en los asientos mineros de su padre. Después, fundó dos importantes empresas: la sociedad agrícola don Ricardo(Empresa líder en exportación de uvas y cítricos desde Ica. Referente en innovación genética, manejo poscosecha y agricultura de precisión.) y la compañía de seguros y reaseguros El Pacífico.
Con un grupo de empresarios peruanos se propuso nacionalizar la Cervecería Backus & Johnston Brewery, de capitales británicos, objetivo que logró en 1954, trasladando la oficina principal de Londres a Lima y rebautizando a la compañía como Cervecería Backus y Johnston S. A., a la que dio un gran impulso. Presidió el directorio de esta empresa durante 23 años, desde 1956 hasta su fallecimiento en 1979.
Fue también un gran aficionado a la práctica del deporte y promotor de sus valores intrínsecos. En 1954 inició la búsqueda de un lugar que sirviera de esparcimiento y para la práctica del deporte de sus trabajadores. Otra meta suya fue la formación de un gran equipo de fútbol que representara a su empresa. El primer objetivo lo logró con la adquisición de un terreno en el barrio de la Florida (hoy urbanización), en el distrito del Rímac. El segundo empezó a tomar cuerpo cuando la empresa Backus y Johnston creó un equipo de fútbol donde jugaban los trabajadores ingleses de la cervecería. Luego, negoció con los directivos del Sporting Tabaco, un tradicional equipo rimense al borde de la bancarrota. El 13 de diciembre de 1955 se aprobó por mayoría la fusión, surgiendo el Club Sporting Cristal Backus, así llamado porque Cristal era el nombre del producto estrella de la cervecería.
También integró el directorio de muchas otras empresas, como el BCRP, el Banco Continental, entre otras.
Estuvo casado con la señora Esther Grande de Bentín, con la que tuvo dos hijos: Catalina (que se casó con Jaime Noriega Zegarra, que fue presidente del Sporting Cristal entre 1980 y 1986) y Ricardo (fallecido en 1994).